# Составная преломляющая линза
Составная преломляющая линза — набор одиночных рентгеновских преломляющих линз, обеспечивающих преломление рентгеновских лучей, которые расположены в линейном массиве для достижения фокусировки рентгеновского излучения в диапазоне энергий 2—100 кэВ. Являются перспективным направлением развития современной рентгеновской оптики.

## Принцип действия
По принципу работы, рентгеновские преломляющие линзы похожи на обычные оптические фокусирующие линзы. Эти рентгеновские оптические устройства были изобретены и опробованы на практике в 1996 г. А. А. Снигиревым с сотрудниками (ИПТМ РАН, Черноголовка) и, начиная с этого времени, прошли довольно интенсивный путь совершенствования и начали широко применяться на ряде источников синхротронного излучения для получения остросфокусированных микропучков рентгеновских лучей с высокой плотностью потока фотонов.

Рис. 1. Схема фокусировки пучка параллельных рентгеновских лучей преломлением на ряде из N цилиндрических полостей в среде.

Идея рентгеновских преломляющих линз Снигирева заключается в следующем. Показатель преломления рентгеновских лучей немного меньше единицы (коэффициент преломления лучей с энергией квантов 5—40 кэВ в рентгенопрозрачных материалах отличается от единицы на {\displaystyle \sim } {\displaystyle 10^{-5}}), причём вакуум и газы для рентгеновских лучей оказываются оптически более плотными средами, чем твёрдое тело. Поэтому рентгеновские лучи, по сравнению с видимым светом, ведут себя противоположным образом по отношению к преломлению разными средами. Если свет фокусируется двояковыпуклой линзой, попадая в неё из воздуха или вакуума, то рентгеновские лучи будут фокусироваться двояковыпуклой вакуумной полостью в стекле, попадая в неё из стекла. Если в материале с низким коэффициентом поглощения рентгеновских лучей сделать, например, цилиндрическую пустоту (просверлить отверстие), то эта пустота будет фокусировать рентгеновские лучи. Как и в обычной оптике, фокусное расстояние такой линзы прямо пропорционально радиусу кривизны и обратно пропорционально величине {\displaystyle n=1-\delta }, отличия действительной части показателя преломления от единицы. Из-за малости {\displaystyle \delta } для рентгеновских лучей, одиночная пустота будет фокусировать лучи на очень большом расстоянии от линзы (порядка сотни метров) даже при диаметре пустоты порядка 1 мм. Однако, если сделать ряд из {\displaystyle N} таких пустот, то они последовательно будут все сильнее отклонять лучи от их первоначального направления, уменьшая фокусное расстояние, которое равно {\displaystyle F=R/2N\delta }.
Данная идея впервые экспериментально подтверждена в работе, где была описана первая практически действующая фокусирующая рентгеновская преломляющая линза с относительно малым фокусным расстоянием и достаточно высокой светосилой (рис.1).
Первая испытывавшаяся фокусирующая линза представляла собой ряд из 30 цилиндрических отверстий радиусом 0,3 мм параллельно просверленных в блоке из алюминия. С её помощью авторам удалось сфокусировать параллельный пучок рентгеновских лучей с энергией 14 кэВ в пятно размером {\displaystyle \sigma =8} мкм на расстоянии 1,8 м от линзы (в случае одной пустоты фокусное расстояние было бы 54 м), причём, как и при фокусировке оптической линзой, наблюдалось значительное увеличение плотности потока фотонов.
На фокусное расстояние комплексной линзы можно влиять подбором радиуса кривизны {\displaystyle R} пустот и их числа {\displaystyle N}. Чем меньше радиус и больше число пустот, тем меньше фокусное расстояние.

## Цилиндрические преломляющие линзы
Технология, описанная в предыдущем разделе может применяться для изготовления комплексных преломляющих линз, фокусирующих пучок в двух взаимно перпендикулярных плоскостях. Для этого в блоке материала создаются ряды взаимно перпендикулярных цилиндрических отверстий.
Для изготовления подобных линз необходимо использовать материалы из химических элементов с низким номером {\displaystyle Z}, чтобы минимизировать поглощение при получении малого фокусного расстояния с высоким коэффициентом усиления плотности потока фотонов в фокусе. Проводились испытания линз, изготовленных из алюминия, карбида бора, пирографита, бериллия и фторопласта. Наилучшие результаты по коэффициенту усиления потока фотонов были достигнуты в линзах из Be с диаметром отверстий 1 мм (в 13,6 раза, с перспективой повысить этот коэффициент до 40). Установлено, что подобные линзы хорошо работают с рентгеновскими лучами из энергетического диапазона 9—30 кэВ, причём их свойства мало чувствительны к тепловым нагрузкам, что дает возможность для их применения на пучках сверхъяркого излучения ондуляторов, ЛУР (линейный ускоритель с возвратом мощности) и даже рентгеновских лазеров.
Недостаток двумерно фокусирующих линз рассмотренной простой конструкции состоит в сильных сферических аберрациях изображения пучка в фокусе.

## Параболические преломляющие линзы

Рис. 2. Конструкция комплексной линзы с пустотами параболической кривизны. (сверху) — конструкция одного блока линзы (двояковогнутая линза). (снизу) — составной фокусирующий «объектив» из набора параболических элементов. Толщина линзы вдоль оптической оси измеряется микронами.

Недостаток двумерных фокусирующих линз, состоящий в сильных сферических аберрациях изображения пучка в фокусе удалось практически полностью устранить, изготавливая составные линзы с пустотами параболической формы
.
Элементы линзы представляют собой отдельные блоки с впадинами в форме параболоида вращения, и из этих блоков собирается линза, наподобие оптического фотообъектива составленного из двояковыпуклых линз, но, в данном случае, этими линзами являются вакуумные или воздушные пустоты.
Приведенная в работе теория получения изображений в рентгеновских лучах с помощью преломляющих линз показывает, что при изготовлении параболических линз из бериллия, аналогичных испытывавшимся алюминиевым линзам, позволит повысить коэффициент пропускания до 30 %, коэффициент усиления плотности потока фотонов до {\displaystyle 10^{3}} и достичь пространственного разрешения меньше микрона. Точная теория расчета фокусировки рентгеновских лучей преломляющими линзами, учитывающая большинство физических эффектов рассеяния рентгеновских лучей в веществе, изложена в работе
.
В работе описана технология изготовления и испытания планарных параболических линз из кремния, позволяющая изготавливать линзы с кривизной порядка микрона, имеющих фокусное расстояние несколько миллиметров и способных фокусировать пучок рентгеновских лучей в линию шириной несколько сотен нанометров. Принципиально подобные линзы могут фокусировать рентгеновские лучи в пятно, близкое по размерам к величине дифракционного предела, если обеспечить достаточную точность их изготовления.
Существенным достоинством параболических композиционных преломляющих линз подобного типа является почти полное отсутствие геометрических аберраций в сфокусированном пучке и способность работать с рентгеновскими лучами вплоть до энергии порядка 60 кэВ без смены оптики. По сравнению с рентгеновским зеркалом и кристаллическими монохроматорами преломляющие линзы обладают тем преимуществом, что они не меняют направления распространения первичного пучка рентгеновских лучей и позволяют существенно упростить конструкцию рентгеновского оптического блока. Кроме того, комплексные преломляющие фокусирующие линзы имеют очень малые размеры.
Подобные линзы уже разрабатываются и изготавливаются профессионально,  и используются на экспериментальных станциях многих источников синхротронного излучения, таких как Petra-III и ESRF. Основная область их применения: получение интенсивных микропучков рентгеновских фотонов для рентгеновской микродифракции, микроскопии и других методов рентгеновского исследования микрообъёмов вещества.

## Рентгеновские трансфокаторы
Как было отмечено в предыдущем разделе, показатель преломления {\displaystyle n} рефракционных линз чрезвычайно близок к единице, и, к тому же, находится в зависимости от энергии {\displaystyle E} падающего излучения. Нетрудно заметить из вышеприведенных формул, что и фокусное расстояние линзы, тогда, зависит от энергии:
{\displaystyle F={\frac {R}{2N\delta }}\sim {\frac {R}{2Nn}}\sim {\frac {RE}{2N}}}
Это автоматически означает необходимость корректировки числа линз в составной преломляющей линзе для достижения заданного фокусного расстояния, при изменении энергии падающих лучей в синхротронном эксперименте. Для автоматизации и удобства данного процесса, были изобретены специальные устройства с изменяемым числом линз, т. н. рентгеновские трансфокаторы
, легко и быстро обеспечивающие изменение фокусного расстояния при заданной длине волны (или энергии) падающего излучения.
Трансфокатор (рис. 3) состоит из нескольких картриджей, содержащих разное количество линз (2, 4, 16, 32, 64, 128 и т. д.). Причём, число линз в картриджах подобрано таким образом, что фокусное расстояние можно непрерывно регулировать путём вставки или удаления одного или нескольких картриджей с линзами из рентгеновского пучка. Уже изобретены трансфокаторы как с воздушным, так и с вакуумным наполнением, а также компакт-трансфокатор уменьшенных размеров. Благодаря простоте и удобству, рентгеновские трансфокаторы широко используются на многих источниках синхротронного излучения (Petra-III, ESRF).